# Olympische Sommerspiele 2016/Teilnehmer (Simbabwe)
| Gelbes Symbol für Goldmedaillen mit stilisierten Olympischen Ringen | Graues Symbol für Silbermedaillen mit stilisierten Olympischen Ringen | Braundes Symbol für Bronzemedaillen mit stilisierten Olympischen Ringen |
| ------------------------------------------------------------------- | --------------------------------------------------------------------- | ----------------------------------------------------------------------- |
| —                                                                   | —                                                                     | —                                                                       |

Simbabwe nahm an den Olympischen Spielen 2016 in Rio de Janeiro teil. Es war die insgesamt zehnte Teilnahme an Olympischen Sommerspielen. Das Zimbabwe Olympic Committee nominierte 31 Athleten in sieben Sportarten.

## Teilnehmer nach Sportarten

### Bogenschießen
| Athleten         | Wettbewerb | Qualifikation | Qualifikation | 1. Runde    | 1. Runde    | 2. Runde      | 2. Runde      | Achtelfinale  | Achtelfinale  | Viertelfinale | Viertelfinale | Halbfinale    | Halbfinale    | Finale        | Finale        | Rang |
| Athleten         | Wettbewerb | Ringe         | Rang          | Gegner      | Ergebnis    | Gegner        | Ergebnis      | Gegner        | Ergebnis      | Gegner        | Ergebnis      | Gegner        | Ergebnis      | Gegner        | Ergebnis      | Rang |
| ---------------- | ---------- | ------------- | ------------- | ----------- | ----------- | ------------- | ------------- | ------------- | ------------- | ------------- | ------------- | ------------- | ------------- | ------------- | ------------- | ---- |
| Männer           |            |               |               |             |             |               |               |               |               |               |               |               |               |               |               |      |
| Gavin Sutherland | Einzel     | 566           | 64            | Kim Woo-jin | 0-6 (73:83) | ausgeschieden | ausgeschieden | ausgeschieden | ausgeschieden | ausgeschieden | ausgeschieden | ausgeschieden | ausgeschieden | ausgeschieden | ausgeschieden | 33   |

### Fußball

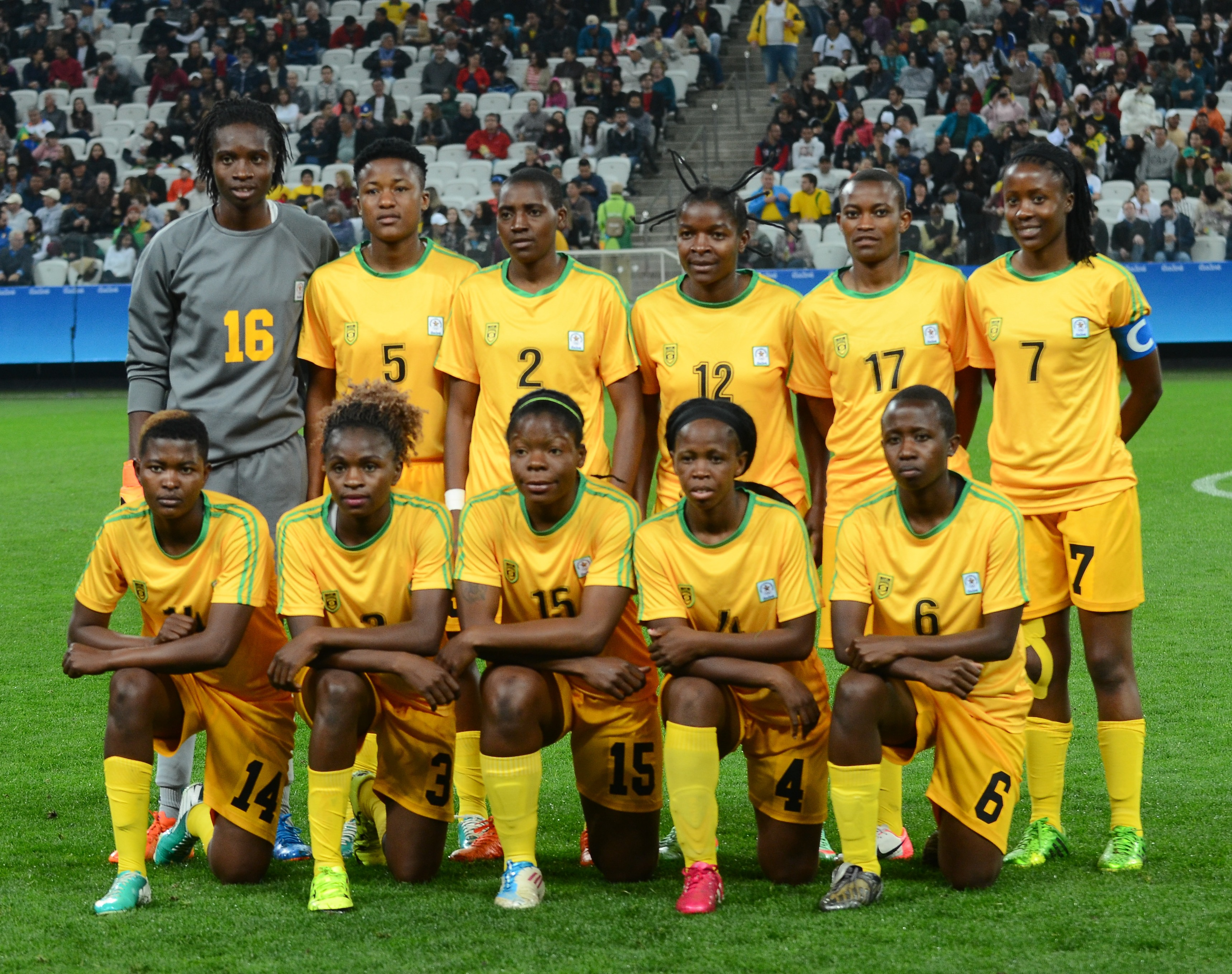
Die simbabwische Mannschaft vor ihrem Auftaktspiel gegen Deutschland

| Wettbewerb    | Frauen |
| ------------- | --- |
| Athleten      | Chido Dringirai (TW) Lynett Mutokuto Shiela Makoto Nobuhle Majika Msipa Emmalulate Talent Mandaza Rudo Neshamba Rejoice Kapfumvuti Samkelisiwe Zulu Mavis Chirandu Daisy Kaitano Marjory Nyaumwe Erina Jeke Eunice Chibanda Rutendo Makore Lindiwe Magwede (TW) Kudakwashe Bhasopo Felistas Muzongondi |
| Trainer       | Shadreck Mlauzi |
| Gruppenphase  | Deutschland 1:6 (0:2) Kanada 1:3 (0:3) Australien 1:6 (0:3) |
| Viertelfinale | ausgeschieden |
| Halbfinale    | ausgeschieden |
| Finale        | ausgeschieden |
| Platzierung   | 12. Platz |

### Leichtathletik
Laufen und Gehen 
| Athleten          | Wettbewerb | Runde 1 | Runde 1 | Halbfinale    | Halbfinale    | Finale        | Finale        | Rang |
| Athleten          | Wettbewerb | Zeit    | Rang    | Zeit          | Rang          | Zeit          | Rang          | Rang |
| ----------------- | ---------- | ------- | ------- | ------------- | ------------- | ------------- | ------------- | ---- |
| Frauen            |            |         |         |               |               |               |               |      |
| Rutendo Nyahora   | Marathon   | –       | –       | –             | –             | 2:47:32 h     | 92            | 92   |
| Männer            |            |         |         |               |               |               |               |      |
| Gabriel Mvumvure  | 100 m      | 10,28 s | 37      | ausgeschieden | ausgeschieden | ausgeschieden | ausgeschieden | 37   |
| Tatenda Tsumba    | 200 m      | 21,04 s | 69      | ausgeschieden | ausgeschieden | ausgeschieden | ausgeschieden | 69   |
| Wirimai Juwawo    | Marathon   | –       | –       | –             | –             | nicht beendet | nicht beendet | –    |
| Pardon Ndhlovu    | Marathon   | –       | –       | –             | –             | 2:17:48 h     | 41            | 41   |
| Cuthbert Nyasango | Marathon   | –       | –       | –             | –             | 2:18:58 h     | 58            | 58   |

### Reiten
Mit der in der Grafschaft Surrey im Vereinigten Königreich wohnhaften Camilla Kruger ist erstmals überhaupt ein Pferdesportler aus Simbabwe für die Olympischen Spiele qualifiziert.
| Vielseitigkeit              |            |                     |                     |          |          |                    |      |
| Athleten                    | Wettbewerb | Minuspunkte Dressur | Minuspunkte Gelände | Springen | Springen | Minuspunkte Gesamt | Rang |
| Camilla Kruger mit Biarritz | Einzel     | 59,40               | 40,40               | 12       | –        | 111,80             | 35   |

### Rudern
| Athleten            | Wettbewerb | Vorlauf     | Vorlauf | Vorlauf       | Hoffnungslauf | Hoffnungslauf | Hoffnungslauf | Viertelfinale | Viertelfinale | Viertelfinale | Halbfinale  | Halbfinale | Halbfinale    | Finale      | Finale | Rang |
| Athleten            | Wettbewerb | Zeit        | Platz   | Qualifikation | Zeit          | Platz         | Qualifikation | Zeit          | Platz         | Qualifikation | Zeit        | Platz      | Qualifikation | Zeit        | Platz  | Rang |
| ------------------- | ---------- | ----------- | ------- | ------------- | ------------- | ------------- | ------------- | ------------- | ------------- | ------------- | ----------- | ---------- | ------------- | ----------- | ------ | ---- |
| Frauen              |            |             |         |               |               |               |               |               |               |               |             |            |               |             |        |      |
| Micheen Thornycroft | Einer      | 8:18,88 min | 2       | Viertelfinale | –             | –             | –             | 7:34,38 min   | 2             | Halbfinale    | 8:00,53 min | 5          | B-Finale      | 7:30,57 min | 5      | 11   |
| Männer              |            |             |         |               |               |               |               |               |               |               |             |            |               |             |        |      |
| Andrew Peebles      | Einer      | 7:25,39 min | 5       | Hoffnungslauf | 7:17,19 min   | 3             | Halbfinale E  | –             | –             | –             | 7:45,20 min | 1          | E-Finale      | 7:43,98 min | 1      | 25   |

### Schießen
| Athleten       | Wettbewerb | Qualifikation   | Qualifikation | Finale          | Finale        | Ringe/ Scheiben | Rang |
| Athleten       | Wettbewerb | Ringe/ Scheiben | Rang          | Ringe/ Scheiben | Rang          | Ringe/ Scheiben | Rang |
| -------------- | ---------- | --------------- | ------------- | --------------- | ------------- | --------------- | ---- |
| Männer         |            |                 |               |                 |               |                 |      |
| Sean Nicholson | Doppeltrap | 119             | 19            | ausgeschieden   | ausgeschieden | 119             | 19   |

### Schwimmen
| Athleten        | Wettbewerb    | Vorlauf     | Vorlauf | Halbfinale    | Halbfinale    | Finale        | Finale        | Rang |
| Athleten        | Wettbewerb    | Zeit        | Rang    | Zeit          | Rang          | Zeit          | Rang          | Rang |
| --------------- | ------------- | ----------- | ------- | ------------- | ------------- | ------------- | ------------- | ---- |
| Frauen          |               |             |         |               |               |               |               |      |
| Kirsty Coventry | 100 m Rücken  | 1:00,13 min | 11      | 1:00,26 min   | 11            | ausgeschieden | ausgeschieden | 11   |
| Kirsty Coventry | 200 m Rücken  | 2:08,91 min | 9       | 2:08,83 min   | 6             | 2:08,80 min   | 6             | 6    |
| Männer          |               |             |         |               |               |               |               |      |
| Sean Gunn       | 50 m Freistil | 50,87 s     | 48      | ausgeschieden | ausgeschieden | ausgeschieden | ausgeschieden | 48   |